# Ligne principale Takayama
La ligne principale Takayama (高山本線, Takayama-honsen) est une ligne ferroviaire des compagnies JR Central et JR West au Japon. Cette ligne relie directement l'aire urbaine de Nagoya à la région de Hokuriku, suivant pendant une grande partie de son parcours le fleuve Kiso. La ligne dessert les sites touristiques de l'ancienne province de Hida, comme les sources chaudes de Gero, la ville de Takayama ou le village de Shirakawa-gō (à distance).
La partie sud de la ligne principale Takayama entre Gifu et Inotani est exploitée par la JR Central. La partie nord entre Inotani et Toyama est exploitée par la JR West.

## Histoire
La ligne principale Takayama a été ouverte en 1920 entre Gifu et Kakamigahara. Elle a été prolongée à Toyama en 1934.

## Caractéristiques

### Ligne
- longueur : 225,8 km
- écartement des voies : 1 067 mm
- vitesse maximale : 110 km/h
- nombre de voies : voie unique

### Services et interconnexion
Certains trains de la ligne Taita empruntent la ligne entre Mino-Ōta et Gifu.
A Gifu, les services Limited Express Hida continuent sur la ligne Tōkaidō jusqu'à la gare de Nagoya.

### Liste des gares

#### Section Gifu - Inotani
| Numéro | Gare            | Nom japonais | Distance depuis Gifu (km) | Correspondances                                                                         | Localisation | Localisation         |
| ------ | --------------- | ------------ | ------------------------- | --------------------------------------------------------------------------------------- | ------------ | -------------------- |
| CG00   | Gifu            | 岐阜         | 0                         | JR Central : Tōkaidō (interconnexion) Meitetsu : Kakamigahara, Nagoya (à Meitetsu Gifu) | Gifu         | Préfecture de Gifu   |
| CG01   | Nagamori        | 長森         | 4,2                       |                                                                                         | Gifu         | Préfecture de Gifu   |
| CG02   | Naka            | 那加         | 7,2                       | Meitetsu : Kagamigahara (à Shin-Naka)                                                   | Kakamigahara | Préfecture de Gifu   |
| CG03   | Sohara          | 蘇原         | 10,4                      |                                                                                         | Kakamigahara | Préfecture de Gifu   |
| CG04   | Kagamigahara    | 各務ヶ原     | 13,2                      | Meitetsu : Kagamigahara (à Meiden Kakamigahara)                                         | Kakamigahara | Préfecture de Gifu   |
| CG05   | Unuma           | 鵜沼         | 17,3                      | Meitetsu : Inuyama, Kagamigahara (à Shin-Unuma)                                         | Kakamigahara | Préfecture de Gifu   |
| CG06   | Sakahogi        | 坂祝         | 22,5                      |                                                                                         | Sakahogi     | Préfecture de Gifu   |
| CG07   | Mino-Ōta        | 美濃太田     | 27,3                      | JR Central : Taita (interconnexion) Nagaragawa Railway : Etsumi-Nan                     | Minokamo     | Préfecture de Gifu   |
|        | Kobi            | 古井         | 30,3                      |                                                                                         | Minokamo     | Préfecture de Gifu   |
|        | Nakakawabe      | 中川辺       | 34,1                      |                                                                                         | Kawabe       | Préfecture de Gifu   |
|        | Shimoasō        | 下麻生       | 37,8                      |                                                                                         | Kawabe       | Préfecture de Gifu   |
|        | Kamiasō         | 上麻生       | 43,2                      |                                                                                         | Hichisō      | Préfecture de Gifu   |
|        | Shirakawaguchi  | 白川口       | 53,1                      |                                                                                         | Shirakawa    | Préfecture de Gifu   |
|        | Shimoyui        | 下油井       | 61,7                      |                                                                                         | Shirakawa    | Préfecture de Gifu   |
|        | Hida-Kanayama   | 飛騨金山     | 66,7                      |                                                                                         | Gero         | Préfecture de Gifu   |
|        | Yakeishi        | 焼石         | 75,7                      |                                                                                         | Gero         | Préfecture de Gifu   |
| CG16   | Gero            | 下呂         | 88,3                      |                                                                                         | Gero         | Préfecture de Gifu   |
|        | Zenshōji        | 禅昌寺       | 93,5                      |                                                                                         | Gero         | Préfecture de Gifu   |
|        | Hida-Hagiwara   | 飛騨萩原     | 96,7                      |                                                                                         | Gero         | Préfecture de Gifu   |
|        | Jōro            | 上呂         | 100,8                     |                                                                                         | Gero         | Préfecture de Gifu   |
|        | Hida-Miyada     | 飛騨宮田     | 105,8                     |                                                                                         | Gero         | Préfecture de Gifu   |
|        | Hida-Osaka      | 飛騨小坂     | 108,8                     |                                                                                         | Gero         | Préfecture de Gifu   |
|        | Nagisa (ja)     | 渚           | 115,9                     |                                                                                         | Takayama     | Préfecture de Gifu   |
|        | Kuguno          | 久々野       | 123,2                     |                                                                                         | Takayama     | Préfecture de Gifu   |
|        | Hida-Ichinomiya | 飛騨一ノ宮   | 129,5                     |                                                                                         | Takayama     | Préfecture de Gifu   |
| CG25   | Takayama        | 高山         | 136,4                     |                                                                                         | Takayama     | Préfecture de Gifu   |
|        | Hozue           | 上枝         | 141,0                     |                                                                                         | Takayama     | Préfecture de Gifu   |
|        | Hida-Kokufu     | 飛騨国府     | 147,6                     |                                                                                         | Takayama     | Préfecture de Gifu   |
| CG28   | Hida-Furukawa   | 飛騨古川     | 151,3                     |                                                                                         | Hida         | Préfecture de Gifu   |
|        | Sugisaki        | 杉崎         | 153,6                     |                                                                                         |              | Préfecture de Gifu   |
|        | Hida-Hosoe      | 飛騨細江     | 156,0                     |                                                                                         |              | Préfecture de Gifu   |
|        | Tsunogawa       | 角川         | 161,7                     |                                                                                         |              | Préfecture de Gifu   |
|        | Sakakami        | 坂上         | 166,6                     |                                                                                         |              | Préfecture de Gifu   |
|        | Utsubo          | 打保         | 176,5                     |                                                                                         |              | Préfecture de Gifu   |
|        | Sugihara        | 杉原         | 180,5                     |                                                                                         |              | Préfecture de Gifu   |
|        | Inotani         | 猪谷         | 189,2                     |                                                                                         | Toyama       | Préfecture de Toyama |

#### Section Inotani - Toyama
| Gare           | Nom japonais | Distance depuis Gifu (km) | Correspondances | Localisation |
| -------------- | ------------ | ------------------------- | --- | ------------ |
| Inotani        | 猪谷         | 189,2                     | | Toyama       |
| Nirehara       | 楡原         | 196,2                     | | Toyama       |
| Sasazu         | 笹津         | 200,5                     | | Toyama       |
| Higashi-Yatsuo | 東八尾       | 205,0                     | | Toyama       |
| Etchū-Yatsuo   | 越中八尾     | 208,7                     | | Toyama       |
| Chisato (ja)   | 千里         | 213,6                     | | Toyama       |
| Hayahoshi      | 速星         | 217,9                     | | Toyama       |
| Fuchū-Usaka    | 婦中鵜坂     | 219,6                     | | Toyama       |
| Nishi-Toyama   | 西富山       | 222,2                     | | Toyama       |
| Toyama         | 富山         | 225,8                     | JR West : Shinkansen Hokuriku Ainokaze Toyama Railway : Ainokaze Toyama Railway Toyama Chihō Railway : Ligne principale, Fujikoshi, Tateyama (à Dentetsu-Toyama) Tramway de Toyama | Toyama       |

## Matériel roulant

### Actuel
Section Gifu - Inotani (JR Central)

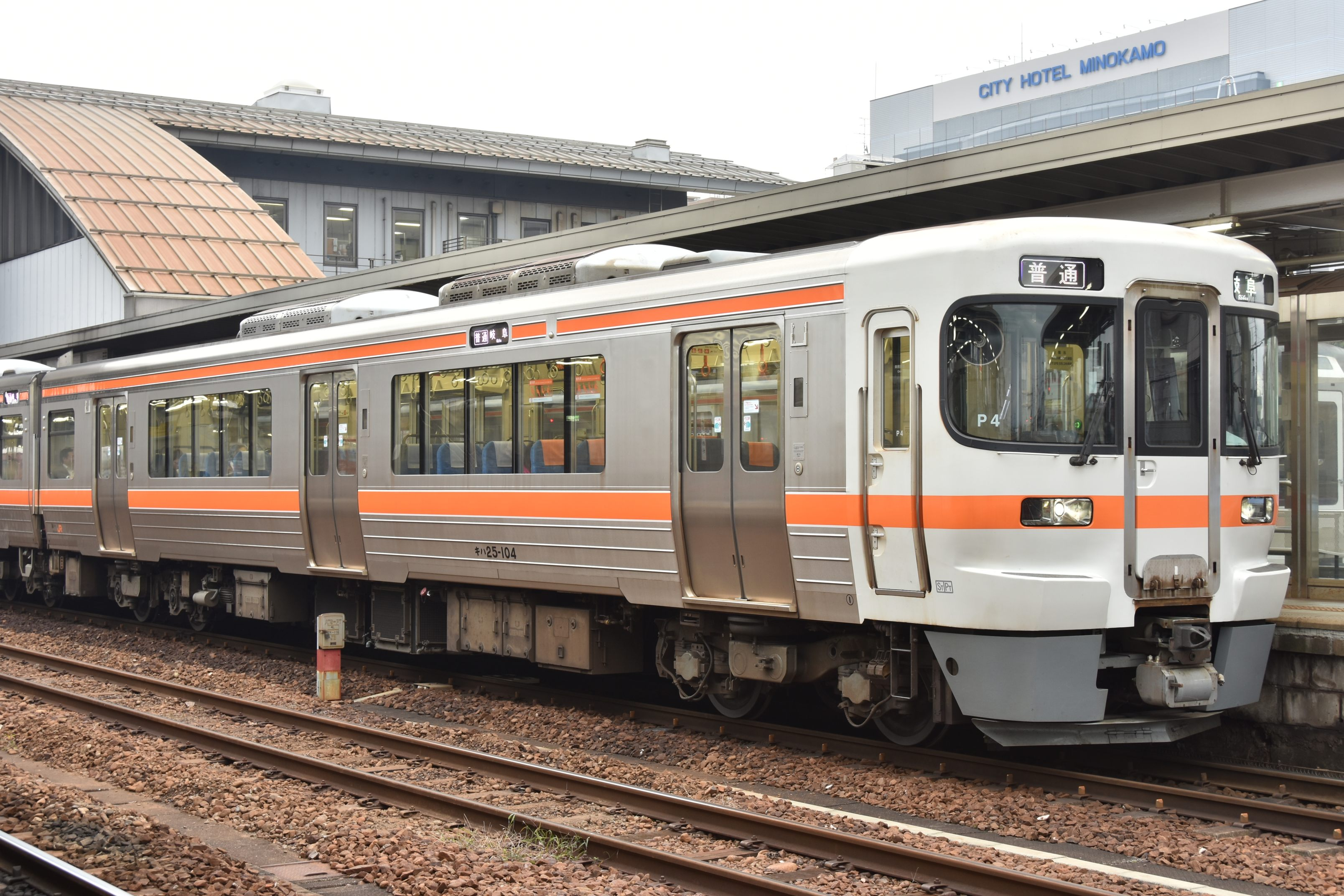
Série KiHa 25
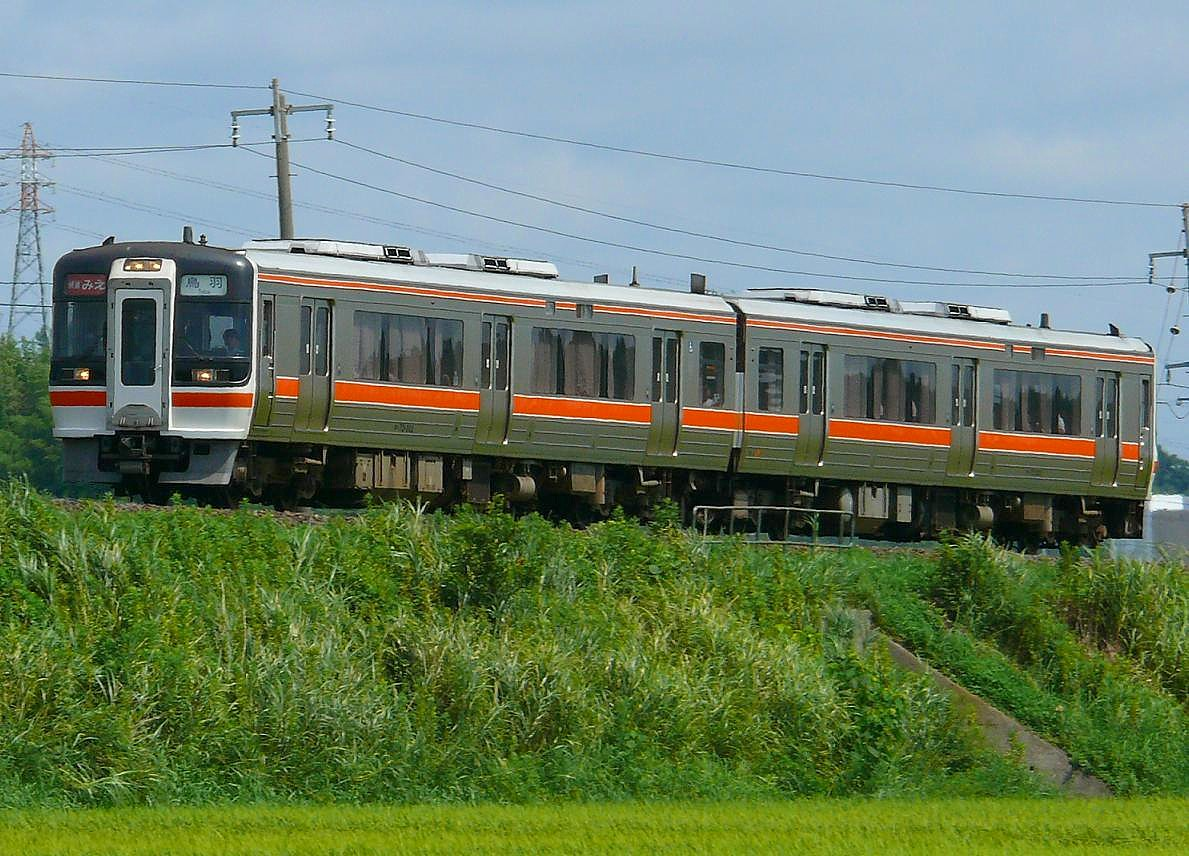
Série KiHa 75
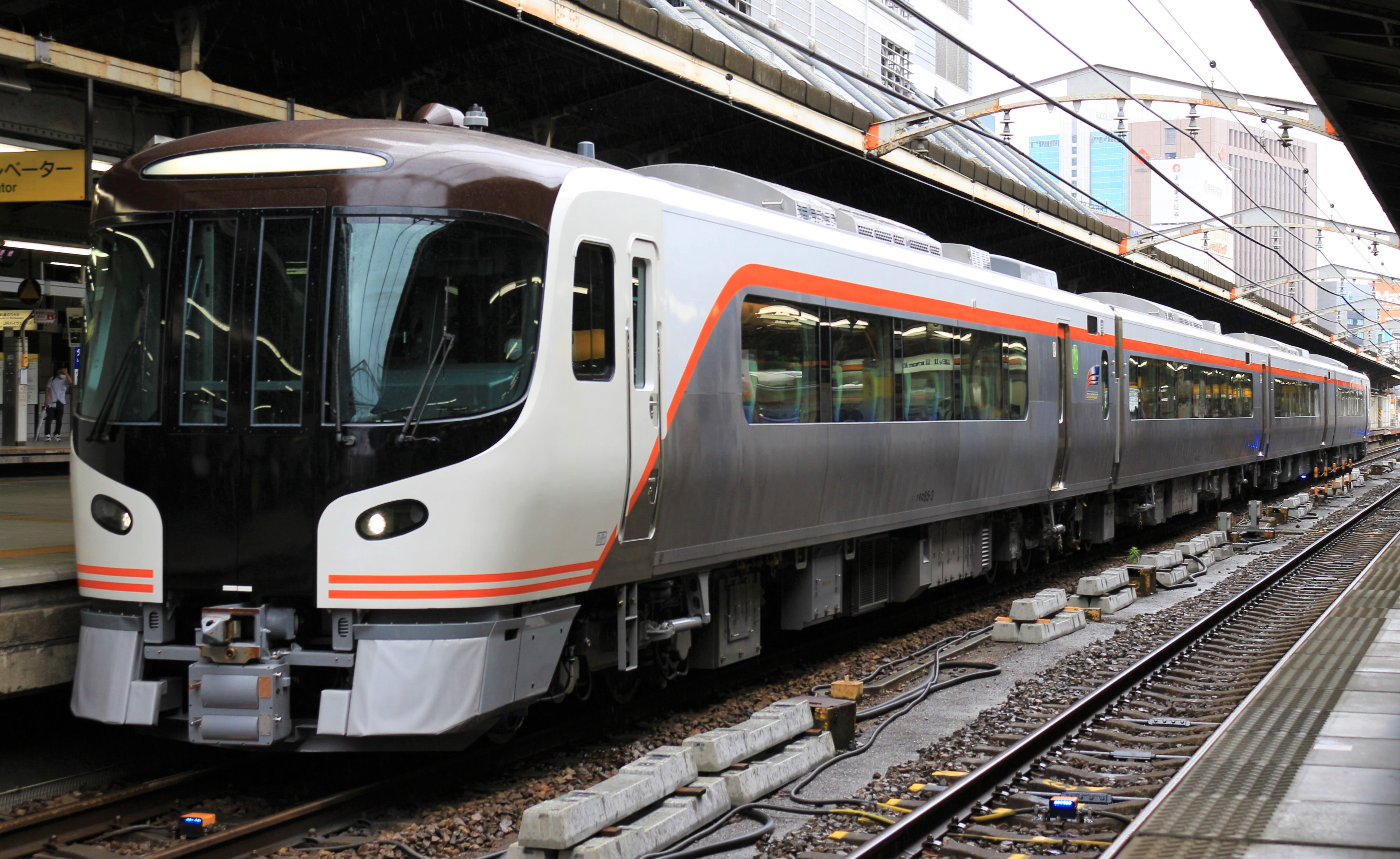
Série HC85 (Services Hida)

Section Inotani - Toyama (JR West)

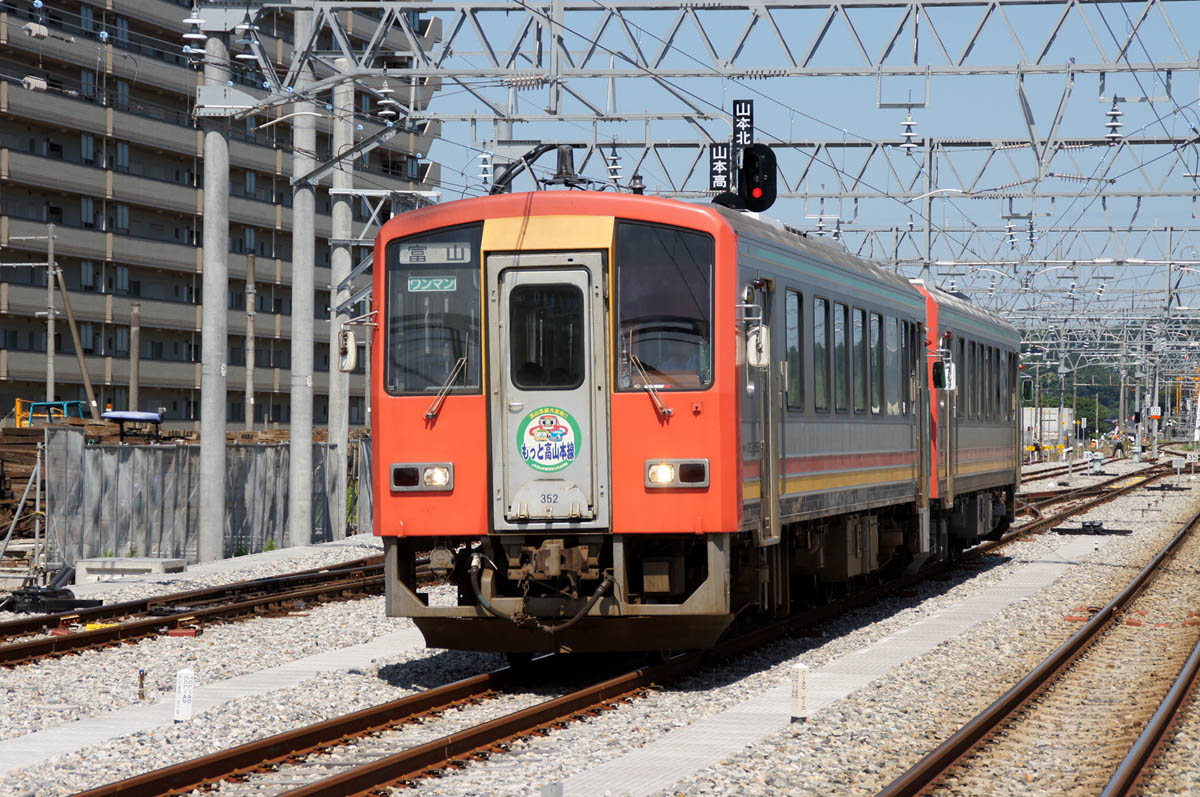
Série KiHa 120
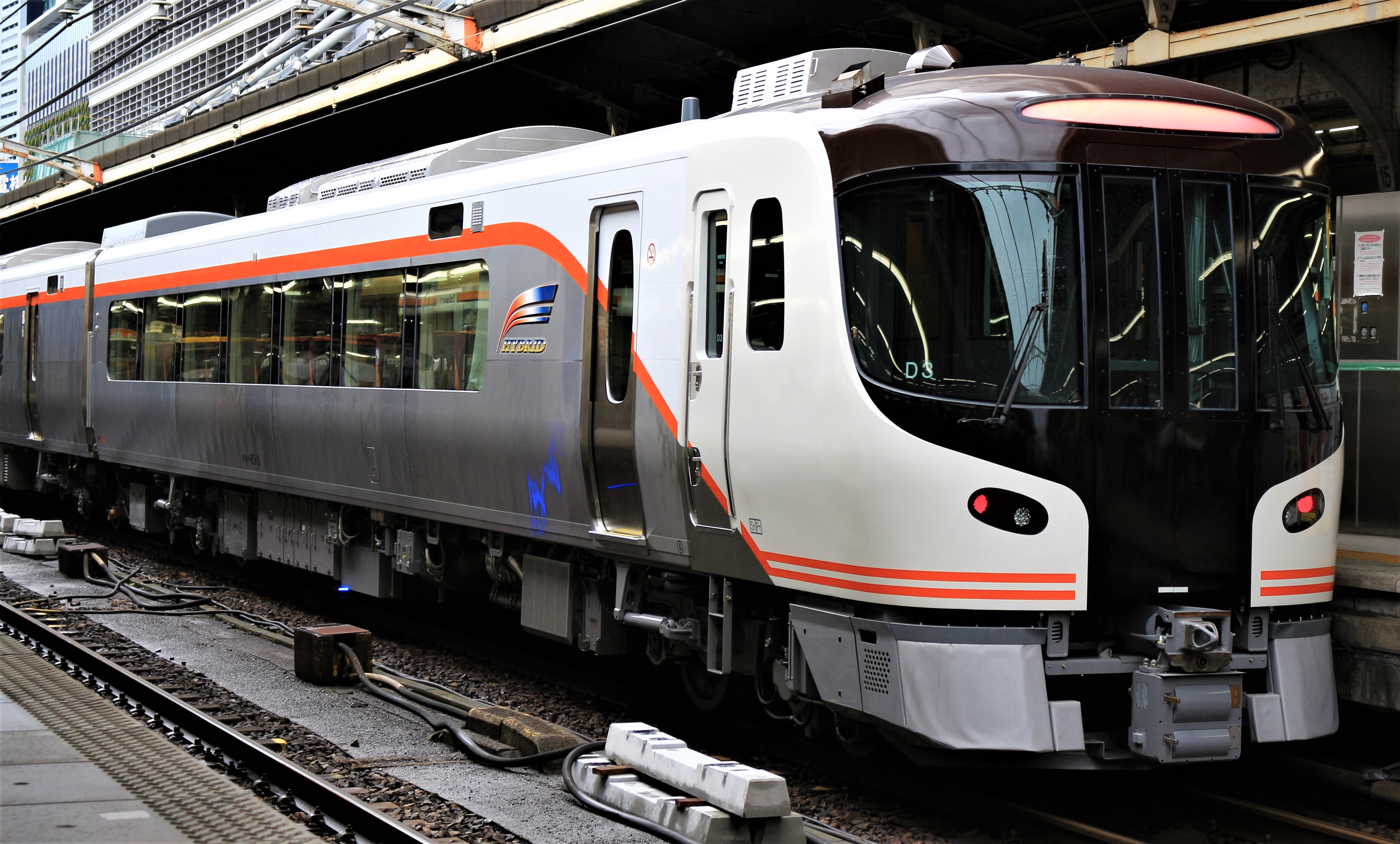
Série HC85 (Services Hida)

### Ancien

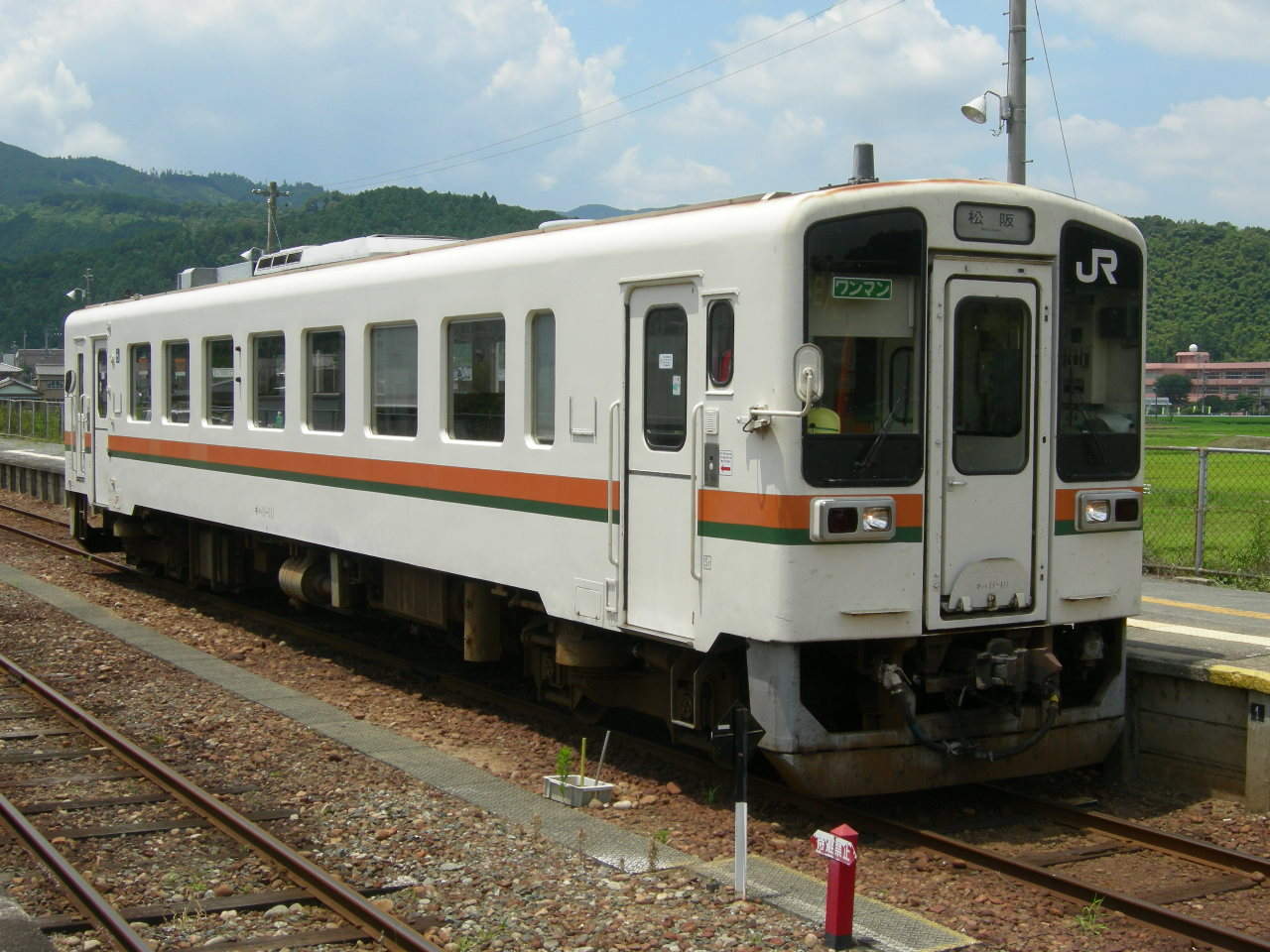
Série KiHa 11
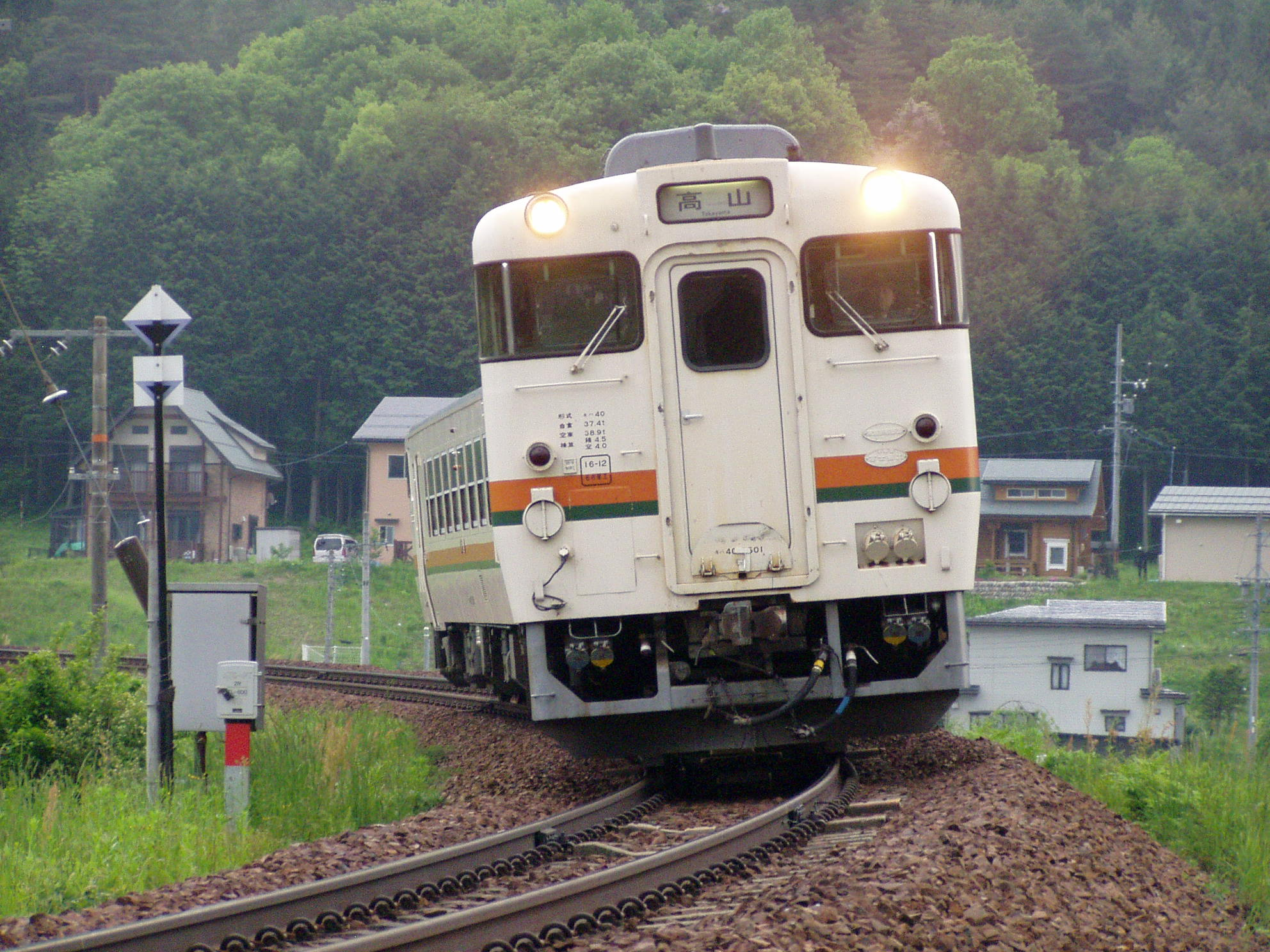
Série KiHa 40
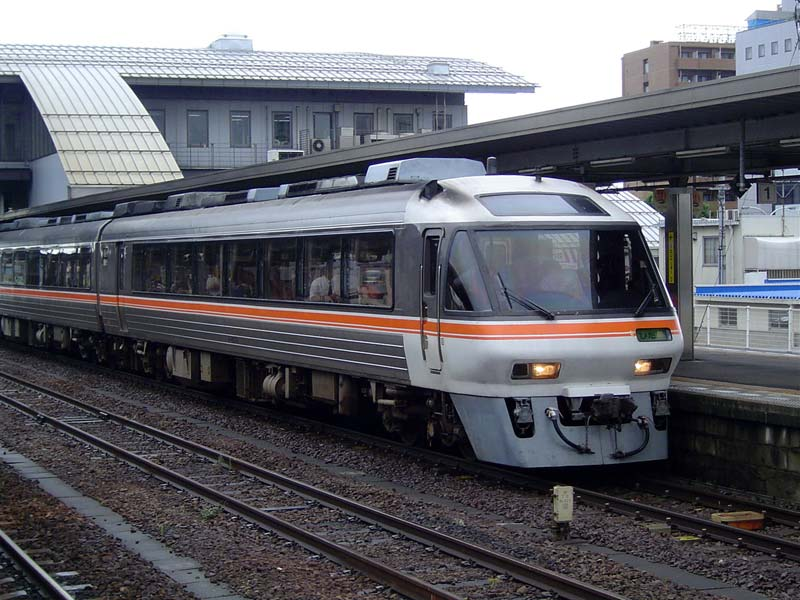
Série KiHa 85